# Plethus berbulu
Plethus berbulu är en nattsländeart som beskrevs av Wells 1993. Plethus berbulu ingår i släktet Plethus och familjen smånattsländor. Inga underarter finns listade i Catalogue of Life.